# Masques César
Pour les articles homonymes, voir César.
Les masques César sont des masques fabriqués en plastique (ouate de cellulose extrudée) peints à la main et manufacturés en France entre 1960 et 2000, connus principalement pour représenter des personnages de séries et de dessins animés. Ils sont créés par le Groupe César, duquel ils tiennent leur nom. La marque est exploitée par la société César.

## Produits
- Déguisements ;
- Cotillons : serpentins, guirlandes.
- Accessoires : masques, épées, baguettes magiques, bijoux.
- Divers : jouets, peluches, cartables, sacs à dos, tentes et maisons en textile non tissé.

## Histoire
La société César prend sa source au XIXe siècle avec la famille Barthélémy qui possède une manufacture de plumes pour écriture. L'entreprise souhaite se développer mais l'affaire décline en 1842. La famille décide de changer de voie et utilise les plumes restantes pour orner des loups et des masques.
La société est ensuite vendue plusieurs fois jusqu'à appartenir à M. César en 1885. La société prend le nom de Maison Jules César et s'installe à Saumur en Maine-et-Loire. Cette manufacture propose alors des masques en papier mâché de personnages et d'animaux, sur catalogue.
Le fils de Jules César, Guy, reprend les rênes de l'entreprise dans les années 30. Ce dernier négocie un contrat de licence avec Disney en 1938. L'entreprise commercialise alors des masques en carton plat de Mickey, Minnie et des trois petits cochons.
Le carton plat est remplacé une année plus tard par du carton embouti : le matériau est pressé contre un moule pour lui donner la forme souhaitée. Pour attirer une clientèle adulte, la société fabrique des masques à l'effigie de personnalités historiques et politiques telles que Léon Blum, Winston Churchill, Joseph Staline, etc.
Les partenariats avec Disney continuent avec la sortie d'une série Blanche-Neige et les Sept Nains.
En 1948, l'entreprise se diversifie et propose des pantins articulés en papier mâché, toujours à l'effigie de personnages de l'univers Disney.
L'année 1954 marque un tournant dans l'histoire de l'entreprise grâce à l'arrivée du plastique et de la technique du thermoformage. Des plaques de plastique PVC chauffées sont posées sur des moules, et sont retirées à froid, puis peints à la main. Dès lors, les masques en papier mâché disparaissent de leur catalogue progressivement jusqu'à leur arrêt total de production en 1958.
La Maison César devient prospère en s'associant avec les fabricants de déguisements et en multipliant les contrats de licence, mais aussi en produisant des masques à l'effigie de célébrités du moment (Johnny Hallyday, Dalida, Brigitte Bardot).
En 1971, l'entreprise commercialise un nouveau type de masques : un masque intégral en vinyle fabriqué à base de billes de latex coulées à chaud dans un masque inversé. Au cours de cette décennie, César s'exporte notamment aux États-Unis : l'entreprise réalise 50 % de son chiffre d'affaires sur le territoire américain .
L'entreprise familiale est vendue à la société Maasport , dirigée à l'époque par Richard Roizen, en 1992. La Maison césar devient alors le Groupe César. S'ensuit une vague de rachat d'entreprise entre 1994 et 2000 : 
- Dekkertoys (Royaume-Uni)
- Josman (Espagne)
- Disguise (États-Unis)
- Manufacture des Articles de fêtes France Cotillons (Bellevigne-les-Châteaux) dissoute en 2009[5].
- Joker (Italie)
- Hilka (Allemagne)

Au cours des années 2000, le groupe mise sur l'importation de la fête d'Halloween en France, qui ne rapporte pas autant de succès qu'en Amérique. César connait alors des difficultés financières. La production de masques à Saumur s'arrête en 2004. En 2011, le groupe cesse d'acheter des licences, est placé en redressement judiciaire et met en place un grand plan de licenciement.
Le 23 avril 2019, un des actionnaires, le holding Skylar France est placé en liquidation judiciaire. Faute de repreneurs, la société César SA a définitivement fermé ses portes le 31 mai 2023. Le site de Saumur n'existe plus.

## Principaux actionnaires
Au 10 février 2020:
| Skylar France               | 11,0 %  |
| Meeschaert Asset Management | 0,74 %  |
| Ecofi Investissements       | 0,70 %  |
| La Mondiale SAM             | 0,025 % |
| Dimensional Fund Advisors   | 0,018 % |

## Actualités
La société entre en bourse en 2011 et est toujours active actuellement. Elle compte 24 employés, et ne vend que des déguisements.

## Patrimoine
Le groupe César fait l'objet d'une rétrospective au Marché Dauphine, du 2 février au 15 mars 2020. L'expert en design Benoit Ramognino et  Frédéric R., un collectionneur privé, ont regroupé leurs collections pour créer cette exposition.